# Everyday II
Everyday II è il terzo EP del gruppo musicale sudcoreano Girl's Day, pubblicato nel 2012 dall'etichetta discografica DreamTea Entertainment insieme a LOEN Entertainment.

## Il disco
Dopo le promozioni di Everyday, il gruppo pubblicò nel settembre 2011 il singolo digitale "Girl's Day Party #4", contenente "Don't Let Your Eyes Wander!", ma esso non venne promosso. Dopo diversi mesi di silenzio, le Girl's Day confermarono il loro ritorno attraverso una serie di video su YouTube, prima dell'annuncio ufficiale il 10 aprile 2012. L'EP uscì il 18 aprile; il brano "Telepathy" fu scritto e composto dalla leader del gruppo Sojin. Le promozioni iniziarono il giorno seguente, il 19 aprile. Il brano "Oh! My God" fu utilizzato come traccia promozionale nelle loro performance nei programmi M! Countdown, Music Bank, Show! Music Core e Inkigayo.

## Tracce
1. Two of Us (둘이서) – 3:04 (Kim Doo-Hyun)
2. Oh! My God – 3:11 (Kang Jiwon, Kim Kibum)
3. Don't Let Your Eyes Wander! (너, 한눈 팔지마!) – 3:09 (testo: Gang Jeon Hyong, Nam Ki Sang – musica: Nam Ki Sang)
4. Telepathy (텔레파시) – 3:09 (Sojin)
5. Oh! My God (Inst.) – 3:11 (Kang Jiwon, Kim Kibum)

## Formazione
- Sojin – voce
- Jihae – rapper, voce
- Yura – rapper, voce
- Minah – voce
- Hyeri – voce